# Cadurcia fascicauda
Cadurcia fascicauda är en tvåvingeart som först beskrevs av Charles Howard Curran 1934.  Cadurcia fascicauda ingår i släktet Cadurcia och familjen parasitflugor. Inga underarter finns listade i Catalogue of Life.